# Oreolalax
Oreolalax là một chi động vật lưỡng cư trong họ Megophryidae, thuộc bộ Anura. Chi này có 18 loài và 59% bị đe dọa hoặc tuyệt chủng.

## Các loài
- Oreolalax chuanbeiensis
- Oreolalax granulosus
- Oreolalax jingdongensis
- Oreolalax liangbeiensis
- Oreolalax lichuanensis
- Oreolalax major
- Oreolalax multipunctatus
- Oreolalax nanjiangensis
- Oreolalax omeimontis
- Oreolalax pingii
- Oreolalax popei
- Oreolalax puxiongensis
- Oreolalax rhodostigmatus
- Oreolalax rugosus
- Oreolalax schmidti
- Oreolalax sterlingae
- Oreolalax weigoldi
- Oreolalax xiangchengensis